# 沃民國
沃民國是《淮南子》所記海外三十六國之一，其民稱作沃民，其國土地豐饒，以鳳鳥的蛋為食、飲用甘露，凡是想得到的滋味皆可在鳳鳥蛋與甘露中得到。其沃民之野，鸞鳥自由歌唱、鳳鳥自由舞蹈、百獸和睦相處。
在《山海經·大荒西經》中有所記載。